# Darren Evans
(en) Statistiques sur pro-football-reference
Darren Evans (né le 9 novembre 1988 à Indianapolis) est un joueur américain de football américain.
Il a joué dans la National Football League (NFL} en 2011 pour les Colts d'Indianapolis et en 2012 pour les Titans du Tennessee.
Au niveau universitaire, il a joué pour les Hokies de l'université de Virginia Tech.

## Enfance
Evans étudie à la Warren Central High School d'Indianapolis. Lors de sa dernière année, il reçoit le titre de Mr. Football de l'Indiana, récompensant le meilleur joueur lycéen de l'État de l'Indiana après avoir réussi 288 réceptions pour un gain cumulé 2731 yards ainsi que61 yards supplémentaire à la course sur la saison.

## Carrière

### Université
Il entre à l'université de Virginia Tech en 2007. Il bat le record de Mike Imoh, du nombre de yards gagnés à la course sur un match grâce aux 253 yards conquis contre les Terrapins du Maryland. Il est désigné MVP de l'Orange Bowl 2009 après avoir gagné 153 yards en vingt-huit courses (moyenne de 5,46 yards par course). Lors de l'avant saison 2009, il se blesse gravement au genou et ne joue aucun match.

### Professionnel
Darren Evans n'est pas sélectionné lors du draft 2011 de la NFL. Le 26 juillet 2011, il signe comme agent libre non drafté avec les Colts d'Indianapolis. Il est repris dans les cinquante-trois joueurs pour l'ouverture de la saison 2011 avant d'être libéré le 20 septembre sans avoir joué. Deux jours plus tard, il signe avec l'équipe d'entraînement avant d'être promu en équipe active le 15 octobre. Il entre au cours de deux rencontres en 2012. Le 31 août 2012, quelques jours avant le début de la saison, il est libéré.
Le 3 septembre 2012, il signe avec l'équipe d'entraînement des Titans du Tennessee et participe à une seule rencontre lors de cette saison. Il est finalement libéré au terme de la saison 2012.

## Palmarès
- All-American 2006 selon Parade et PrepStar.
- Mr. Football de l'Indiana 2006
- Seconde équipe de la conférence ACC 2008